# Biantes
Genre
Synonymes
- Acudorsum Loman, 1902
- Hoplobiantes Roewer, 1915
- Biantops Roewer, 1949

Biantes est un genre d'opilions laniatores de la famille des Biantidae.

## Distribution
Les espèces de ce genre se rencontrent en Asie du Sud, en Asie du Sud-Est, en Asie de l'Est et aux Seychelles.

## Liste des espèces
Selon World Catalogue of Opiliones (10/10/2021) :
- Biantes aelleni Šilhavý, 1974
- Biantes albimanus (Loman, 1902)
- Biantes annapurnae Martens, 1978
- Biantes atroluteus Roewer, 1915
- Biantes brevis Martens, 1978
- Biantes calyptroideus Gong, Martens & Zhang, 2018
- Biantes carli Roewer, 1929
- Biantes conspersus Roewer, 1927
- Biantes dilatatus Martens, 1978
- Biantes fuscipes Thorell, 1890
- Biantes gandaki Martens, 1978
- Biantes gandakoides Martens, 1978
- Biantes ganesh Martens, 1978
- Biantes godavari Martens, 1978
- Biantes gurung Martens, 1978
- Biantes jirel Martens, 1978
- Biantes kathmandicus Martens, 1978
- Biantes lecithodes Thorell, 1889
- Biantes longimanus Simon, 1885
- Biantes magar Martens, 1978
- Biantes minimus Rambla, 1984
- Biantes newar Martens, 1978
- Biantes pernepalicus Martens, 1978
- Biantes quadrituberculatus Roewer, 1929
- Biantes rarensis Martens, 1978
- Biantes sherpa Martens, 1978
- Biantes simplex Martens, 1978
- Biantes spatulatus Gong, Martens & Zhang, 2018
- Biantes thakkhali Martens, 1978
- Biantes thamang Martens, 1978
- Biantes vitellinus Thorell, 1891

## Publication originale
- Simon, 1885 : « Matériaux pour servir a la faune arachnologique de l'Asie Méridionale. I. Arachnides recueillis à Wagra-Karoor près Gundacul, district de Bellary, par M. M. Chaper. » Bulletin de la Société Zoologique de France, vol. 10, p. 1–26.